# Groen pluimbroekje
Het groen pluimbroekje (Eriocnemis vestita) is een vogel uit de familie Trochilidae (kolibries). De pootjes van deze kolibrie zijn voorzien van witte donsveertjes, vandaar de naam.

## Kenmerken
Deze kolibrie is 9 tot 10 cm lang en weegt 4,4 tot 5,2 g. Het mannetje is glanzend groen van boven, geleidelijk naar de staart toe overgaand naar goudkleurig groen. De keel en bovenkant van de borst zijn bijna zwart met groene glans. De staart is gevorkt en staalblauw van kleur. Het "pluimbroekje" is wit. Het vrouwtje is meerkleurig op de borst waar schijfvormige groene en lichtroodbruine vlekjes elkaar afwisselen. Verder zijn er kleine verschillen tussen de ondersoorten, vooral de omvang en kleuren van de keelvlek bij de mannetjes verschillen onderling.

## Verspreiding en leefgebied
Deze soort komt voor het noordelijk deel van de Andes, van noordwestelijk Venezuela tot noordelijk Peru. Er zijn vier ondersoorten:
- E. v. paramillo: noordwestelijk Colombia.
- E. v. vestita: oostelijk Colombia en noordwestelijk Venezuela.
- E. v. smaragdinipectus: zuidwestelijk Colombia en oostelijk Ecuador.
- E. v. arcosae: zuidelijk Ecuador en noordelijk Peru.

Deze soort komt voor aan de randen van montaan bos en nevelwoud op 2250 tot 4200 m boven de zeespiegel. De vogel heeft een voorkeur voor de meer open stukken, zoals bosranden en overgangszones met struikgewas en heide-achtige vegetatie.

## Status
De grootte van de populatie is niet gekwantificeerd. De vogel is algemeen in geschikt habitat en men veronderstelt dat de populatie stabiel is. Om deze redenen staat deze soort als niet bedreigd op de Rode Lijst van de IUCN.